# K팝스타 2 참가자 목록
SBS의 스타 오디션 프로그램 《K팝 스타 2》의 참가자들을 나열한 목록이다. TOP 10과 그 외 저명한 음악가들을 나열한다.

## 악동뮤지션
악동뮤지션은 이찬혁(1996년 ~ ), 이수현(1999년 ~ )으로 이루어져 있다. 우승자이다. 현 YG 엔터테인먼트 소속이다.

## 방예담
방예담(2002년 5월 7일 ~ )은 준우승자이다. 아버지는 가지는 가수 방대식이며, 어머니는 정미영이다. 현 YG 엔터테인먼트 소속이다.

## 앤드류 최
앤드류 최 (1980년 12월 25일 ~ )는 TOP3를 한 인물로 현 SM 엔터테인먼트 소속이다.

## 이천원
이천원은 김일도(1990년 ~ ), 김효빈(1990년 ~ )으로 이루어져 있다. TOP4를 한 팀으로 현 레브커뮤니케이션 소속이다. 2014년 3월 "뷰티풀" 싱글앨범으로 활동을 시작했다

## 라쿤보이즈
라쿤보이즈(Raccoon Boys)는 김민석(1992년 ~ ), 멕케이 김(McKay Kim, 1993년 ~ ), 브라이언 신(Brian Shin, 1995년 ~ )으로 이루어져 있다. TOP5를 한 팀으로 김민석은 현 NH미디어 소속이고 맥케이 김은 현 도로시컴퍼니 소속이다.

## 신지훈
신지훈(1998년 6월 23일 ~ )
김도연 양의 중도 포기로 Top10 생방송에 진출하였다. TOP6을 한 인물로 현 큐브 엔터테인먼트 소속이다.

## 최예근
최예근(1997년 1월 15일 ~ )은 Top 8을 한 인물로, 현재 레프 커뮤니케이션 소속이다.

## YouU
YouU는 TOP8을 한 팀이다.
- 전민주(1994년 ~ , 걸그룹 디아크로 데뷔하였다. 2016년 5월 뮤직K 엔터테인먼트와 계약을 해지하였다. 그 후 시즌6에 출연하여 top4에서 샤넌과 같이 탈락한 후 HYWY엔터테인먼트와 전속계약을 체결하였다가 소속사 사정으로 결국 데뷔가 무산되었다.
- 박소연(1999년 ~ , 현재 로엔 엔터테인먼트 소속이다.PRODUCE 101에 참가하여 최종 18위로 데뷔 문턱에서 탈락했다.
- 송하예(1994년 ~ , 현재 안녕뮤직 소속이다. 솔로가수로 데뷔하였다.
- 손유지(1998년 ~ , 현재 GH 엔터테이먼트 소속이다. 카라 프로젝트라는 프로그램으로 베이비카라에서 카라 영지와 에이프릴 채원, 전 퓨리티 멤버 (채경, 시윤, 소민), 그리고 소진과 활동한 경력이 있다.
- 이미림(1995년 2월 25일 ~ ,현재 GH 엔터테인먼트 소속이다. 걸그룹 틴트로 데뷔하였다.

## 성수진
성수진(1989년 ~ )은 시즌 1 참가자이며 시즌 2 재도전자이다. TOP10을 한 인물로 현 크레이지사운드 소속이다.2016년 7월에 6살 연상 사업가와 결혼을 하였고, 2017년 8월 출산을 하였다.

## 이진우
이진우(1991년~)는 Top 10을 한 인물로, 현재 제이원파트너스 소속이다.

## 김도연
김도연은 TOP10 진출을 했으나 자진 포기했다. 그로 인해 신지훈이 TOP10으로 교체됐다. 그로부터 4년 후 시즌 6 더 라스트 찬스에 출연했지만 4라운드 캐스팅 오디션에서 탈락했다.

## 김민정
김민정은 TOP18이며 PRODUCE 101에 개인연습생으로 참가하여 최종 45위를 하였다. 스타쉽 엔터테인먼트, 하이업, P NATION을 거쳐 현재는 무소속이다.

## 이주연
이주연은 TOP18이며 현 CS엔터테인먼트 소속이다. K팝스타 시즌3에 출연한 짜리몽땅(류태경, 여인혜)으로 활동하고 있다.

## 이주은(A)
TOP18.
이주은은 걸그룹 다이아의 멤버으로 데뷔를 했다.

## 김태연(ROO)
TOP18.
김태연은 현 클래프컴퍼니 소속이다 ROO (루)으로 예명 이름으로 활동하고 있다.
예명 ROO (루)는 별자리 중 하나를 의미한다.
1994년 1월 2일생이며, 호원대학교 실용음악과 보컬전공을 했다. 특기는 일본어이며, 취미는 캘리그라피이다.
2013년에는 CLEF Project 2/4 ‘In my world’, ‘사랑하지 않아도’, 원써겐&팻두 (feat. ROO) ‘기억을 지우는 병원3’를 발매하였고,
2014년에는 EP - 62115 ‘Baby I love U(feat. Double K), OCN 드라마 <나쁜녀석들> OST Part.2 ‘Reason’를 발매.
2015년에는 ‘답답해’ , ‘헤어질걸 알면서도’(feat.계범주), 소소한 이야기 Part4 ‘그럴게’, 2016년에는 언프리티랩스타에 출연한 트루디와 함께
본인의 싱글 앨범 ‘딱좋은’ feat. 트루디를 발매하였고, 그 밖에 ‘봄은 그래’, ‘In My World’ _ 네이버 TV 웹드라마 <널 만질거야> OST,
‘Swing Magic’ _ JTBC 드라마 <마담앙트완> OST 에 참여하였다.
2017년에는 시청률 40%를 넘은 KBS2의 드라마 황금빛 내 인생 OST에 ‘나 그거하나봐 연애’ 로 참여하였고,
‘다 지난 일’ with 디스토리(D.Story), ‘좋아해’, ‘사랑이겠죠’ _ MBC 드라마<자체발광 오피스> OST, ‘연애의 하수’ _ SBS 드라마<아임쏘리 강남구> OST 등
개인 싱글과 다수의 드라마 OST에 참여하였다.
‘이선희’ 30주년 기념 안양 콘서트 게스트와  ‘ROO’ ‘임도혁’ 합동 콘서트 _ THE STAGE DAUM, ‘Michael Carreon(마이클 캐리언)’ ‘Love Letter’ 내한공연 게스트를
서며 공연에서도 활발한 활동을 이어가고 있다.
또 수지, 윤박 주연의 네스카페CF의 BGM 에도 참여하였으며, 문화체육관광부의 ‘2018년도 예산안’ 뮤직비디오에도 출연 및 가창을 하였다.

## 남다원
TOP33.
남다원은 현 스타쉽엔터테인먼트 소속이다. 우주소녀으로 데뷔했다.

## 임경하
임경하는 TOP33이며 현 Astory엔터테인먼트 소속이다. PRODUCE 101에서 중도하차하였다.

## 김세정
김세정은 TOP33이며 현 젤리피쉬엔터테인먼트 소속이다. PRODUCE 101에 참가하여 최종 2위로 아이오아이로 데뷔하였다. 그 후, 구구단으로 데뷔하였다.

## 최나영
최나영은 TOP33이며 G사운드엔터테인먼트 소속 가수다.

## 임도혁
임도혁은 TOP40이며 빅포엔터테인먼트 소속 가수다. 슈퍼스타K6에서 최종 3위에 올랐다.

## 정우성
본선 3라운드에서 탈락했다. 이후 쇼미더머니3에서 최종 5위에 올랐다.

## 방세진
방세진은 STX라이언하트 소속 가수다. 슈퍼스타K3~5, 트로트의 민족, 내일은 국민가수, 팬텀싱어3 등 다양한 오디션에 참가한 이력이 있다.

## 박재은
박재은은 슈퍼스타K1에서 TOP10에 들었던 가수다. 본선 1라운드에서 탈락했다.

## 도익환
본선 2라운드에서 탈락했다. 이후 쇼미더머니777에서 최종 11위에 올랐다.

## 조윤민
이후 그레이트 서울 인베이전에서 우승을 차지했다. 현재 터치드의 멤버로 활동 중이다.